# Love Me More
Love Me More (с англ. — «Люби меня больше») — песня американского рэпера Trippie Redd. Она является первым синглом с микстейпа A Love Letter to You 4.

## Музыкальное видео
Музыкальное видео было выпущено в один день с синглом. Оно было спродюсировано Джеймсом Майклом. Видео начинается с «заключенного в крепкие объятия» Trippie Redd, затем показана пара в машине, едущая по городу, Trippie Redd с любовью кладёт голову ей на плечо. В видео также показаны, фантазии исполнителя, где его партнёрша танцует на шесте, и Trippie Redd хочет, чтобы видение стало реальностью.

## Чарты
| Чарт (2019)                           | Высшая позиция |
| ------------------------------------- | -------------- |
| Канада (Billboard Canadian Hot 100)   | 100            |
| США (Billboard Hot 100)               | 79             |
| США (Billboard Hot R&B/Hip-Hop Songs) | 37             |